# Cinco Ojos
Los Cinco Ojos (en inglés: Five Eyes; a menudo abreviado como FVEY), es una alianza de inteligencia que integran 5 países de la angloesfera: Australia, Canadá,  Nueva Zelanda , Reino Unido y Estados Unidos. Estos 5 países están obligados por el Acuerdo UKUSA multilateral, un tratado de cooperación conjunta en la inteligencia de señales.
Los orígenes de Cinco Ojos se remontan al período de posguerra tras la Segunda Guerra Mundial, cuando la Carta del Atlántico fue emitida por los aliados. Durante el transcurso de la Guerra Fría, el sistema de vigilancia ECHELON fue desarrollado inicialmente por la alianza para monitorizar las comunicaciones de la antigua Unión Soviética y el bloque del Este,[cita requerida] aunque supuestamente también se utilizó más tarde para controlar miles de millones de comunicaciones privadas en todo el mundo.ha sido acusado de interferir en las comunicaciones de otros gobiernos de países no anglófonos y a empresas competidoras.
A finales de 1990, la existencia de ECHELON se dio a conocer al público, lo que provocó un gran debate en el Parlamento Europeo y, en menor medida, en el Congreso de los Estados Unidos. Como parte de los esfuerzos en la llamada «guerra contra el terror» desde 2001, el FVEY amplió aún más sus capacidades de vigilancia, con mucho énfasis en la supervisión de la World Wide Web de Internet. El excontratista de la Agencia de Seguridad Nacional estadunidense, Edward Snowden, describe los Cinco Ojos como una «organización de inteligencia supranacional que no responde a las leyes conocidas de sus propios países». 
Los documentos filtrados por Snowden en 2013 revelaron que Cinco Ojos había estado espiando a los ciudadanos y compartió la información recogida entre sus miembros con el fin de evadir las regulaciones nacionales restrictivas en materia de vigilancia de los ciudadanos.
A pesar del impacto de las revelaciones de Snowden, algunos expertos en la comunidad de inteligencia creen que la organización sobrevivirá las declaraciones de Snowden, la preocupación o indignación mundial no afectará para nada a la relación de Cinco Ojos, con excepción de la percepcion internacional de Estados Unidos en las encuestas de los últimos años, que al día de hoy sigue siendo una de las alianzas de espionaje conocidas más completas de la historia.